# 多葉鰩
多葉鰩（學名：Raja ocellifera），為軟骨魚綱鰩目鰩科鰩屬的一種，被IUCN列為瀕危保育類動物，分布於東南大西洋及西南印度洋的南非海域，為底棲性魚類，肉食性，卵生，卵囊呈長方形，生活習性不明。